# Максимов, Юрий Михайлович
Юрий Михайлович Максимов (р. 12.09.1939 - c. 19.08.2022) — российский учёный, доктор технических наук, заведующий отделом структурной макрокинетики Томского научного центра СО РАН, член Президиума ТНЦ СО РАН.
Окончил физико-технический факультет Томского государственного университета и аспирантуру в Москве в Институте химической физики, ученик академика А. Г. Мержанова.
Работал в НИИ прикладной математики и механики Томского университета, зав лабораторией и отделом. В 1988 году на базе отдела технологического горения был организован филиал Института структурной макрокинетики СО АН СССР, преобразованный в 2000 году в Отдел структурной макрокинетики ТНЦ СО РАН.
В настоящее время Ю. Максимов - заведующий отделом структурной макрокинетики Томского научного центра СО РАН.
Доктор технических наук по специальности 01.04.17 - Химическая физика, горение и взрыв, физика
экстремальных состояний вещества.
Область научных интересов: структурная макрокинетика, горение, самораспространяющийся высокотемпературный синтез.
Заслуженный деятель науки Российской Федерации (2007).
Автор более 80 изобретений и 15 зарубежных патентов.

## Публикации
- Самораспространяющийся высокотемпературный синтез азотсодержащих сплавов для металлургии [Текст] / Ю. М. Максимов [и др.] ; Российская акад. наук, Сибирское отд-ние, Томский науч. центр. — Новосибирск : Наука, 2014. — 230, []1 с. : ил., табл.; 22 см; ISBN 978-5-02-019173-0